# Паоло Мадзолені
Паоло Мадзолені (італ. Paolo Silvio Mazzoleni; нар. 12 червня 1974 року, Бергамо, Італія) — футбольний суддя, обслуговує матчі Серії A, Ліги чемпіонів УЄФА та Ліги Європи УЄФА.

## Кар'єра
Футбольний арбітраж Паоло починає в 2000 році, чотири сезони судить матчі Серії C1. 
З 2005 судить матчі Серії В та Серії А. З сезону 2010 Паоло Мадзолені судить виключно матчі Серії А.
З 2011 року арбітр ФІФА.
У 2013 став володарем призу найкращого арбітру Італії — Премії Джованні Мауро.

## Матчі національних збірних
| Дата              | Місце проведення  | Збірні                          | Рахунок | Турнір               | ЖК | YK · YK · RK | RK |
| ----------------- | ----------------- | ------------------------------- | ------- | -------------------- | -- | ------------ | -- |
| 11 листопада 2011 | Тирана, Албанія   | Албанія – Азербайджан           | 0 – 1   | Товариський матч     | 0  | 0            | 0  |
| 6 лютого 2013     | Сен-Дені, Франція | Франція – Німеччина             | 1 – 2   | Товариський матч     | 0  | 0            | 0  |
| 8 червня 2013     | Лансі, Швейцарія  | Швейцарія – Кіпр                | 1 – 0   | Кваліфікація ЧС 2014 | 6  | 0            | 0  |
| 14 серпня 2013    | Фару, Португалія  | Португалія – Нідерланди         | 1 – 1   | Товариський матч     | 2  | 0            | 0  |
| 9 жовтня 2014     | Скоп'є, Македонія | Північна Македонія – Люксембург | 3 – 2   | Кваліфікація ЧЄ 2016 | 8  | 0            | 0  |
| 9 жовтня 2016     | Кардіфф, Уельс    | Уельс – Грузія                  | 1 – 1   | Кваліфікація ЧС 2018 | 4  | 0            | 0  |